# Étienne Hajdu
Dans le nom hongrois Hajdu István, le nom de famille précède le prénom, mais cet article utilise l’ordre habituel en français István Hajdu, où le prénom précède le nom.

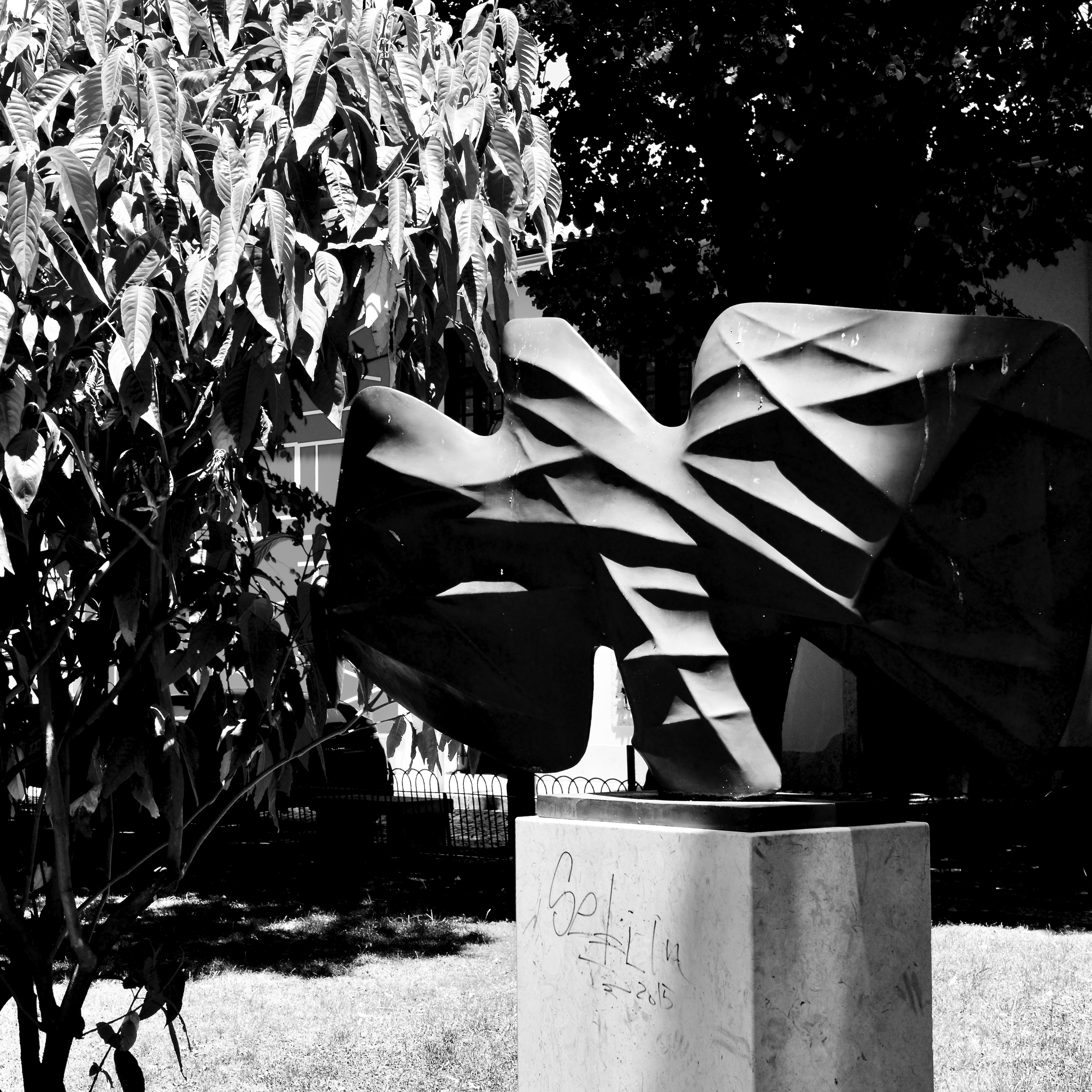
Ouranos II, sculpture située dans le jardin Amoreiras, Lisbonne.

István Hajdu, également connu sous le patronyme francisé Étienne Hajdú, né le 12 août 1907 à Torda (actuelle Turda) et mort le 24 mars 1996 à Bagneux, est un sculpteur français d'origine hongroise.
L'abstraction apparaît dans l'œuvre d'Hajdu dès 1932-1934 mais c'est à partir des années 1950 qu'il crée son style particulier, relevant de la nouvelle École de Paris. Hajdu a réalisé des sculptures, bas-reliefs et hauts-reliefs en bois, marbre et onyx, bronze et plomb, aluminium et cuivre, ainsi que des « estampilles » sur papier.

## Biographie
István Hajdu naît en Transylvanie, alors en Autriche-Hongrie et actuellement en Roumanie, de parents hongrois.
Après des études de 1923 à 1925 à l'École de formation professionnelle de l'industrie du bois d'Újpest puis, en 1926, pendant trois mois à l'université des arts appliqués de Vienne (Autriche), il vient à Paris en octobre 1927. Il est l'élève d'Antoine Bourdelle pour le dessin de nu durant six mois à l'Académie de la Grande-Chaumière, puis de Paul Niclausse à l'École des arts décoratifs jusqu'en 1929. Il découvre les œuvres de Fernand Léger. En 1930, il se lie avec Maria Helena Vieira da Silva et Árpád Szenes. Naturalisé français, il accomplit son service militaire de 1931 à 1932 puis effectue en 1935 des voyages d'études en Hollande, en 1937 en Grèce et en Crète où il est impressionné par la sculpture archaïque et cycladique. Il suit à l'Université ouvrière les cours de biologie de Marcel Prenant.
Étienne Hajdu expose à Paris en 1939 avec Szenes et Vieira da Silva à la galerie Jeanne Bucher, qui présente ensuite régulièrement son travail (1946, 1948, 1952, 1957). Mobilisé durant la Seconde Guerre mondiale puis démobilisé, il travaille dans une usine d'aluminium près de Tarascon puis dans une marbrerie à Bagnères-de-Bigorre. Rentré à Paris en 1945, il enseigne la sculpture en 1947 à l'atelier de Fernand Léger et réalise ses premiers reliefs en cuivre martelé en 1948. En 1950, il construit sa maison-atelier à Bagneux. Il introduit en 1952 l’aluminium dans ses reliefs et crée en 1953-1954 un grand relief en cuivre rouge martelé pour le lycée Marseilleveyre. Il réalise en 1956 ses premières estampilles.
Étienne Hajdu effectue en 1962 un voyage aux États-Unis et au Mexique. Parmi ses très nombreuses expositions en France et à l'étranger, notamment à la galerie Knœdler de New York (1958) et de Paris (1963, 1965 et 1968), Étienne Hajdu expose en 1959 à Krefeld avec Alicia Penalba, en 1973 avec Juana Muller et Baltasar Lobo aux musées de Metz et du Luxembourg. En 1961, une exposition itinérante présente ses œuvres en Allemagne aux musées de Hanovre, de Dortmund, de Manheim et de Leverkusen. Le musée national d'Art moderne de Paris les expose en 1973 et 1979, la fondation Calouste-Gulbenkian de Lisbonne en 1974. En 1978 et 1979, une exposition itinérante est organisée dans les musées de Dijon, Caen, Calais, Dunkerque, Bordeaux et Sochaux. D'autres expositions sont présentées au musée des Beaux-Arts de Reims en 1983, au musée d’art moderne de Toulouse[Quoi ?] en 1991, à la Fondation de Coubertin de Saint-Rémy-lès-Chevreuse en 1993.
Étienne Hajdu crée entre 1966 et 1976 un nombre important de décors et de formes pour la Manufacture nationale de Sèvres. Il illustre d'estampilles Règnes, poèmes de Pierre Lecuire (1961), Le Corps clairvoyant, poèmes de Jacques Dupin (1963) Héraclite, fragments traduits par Clémence Ramnoux (1965), Ode à la neige, poème d'Henri Pichette (1967), Le Chant des voyelles textes du Livre des morts égyptien (1974). Il reçoit en 1969 le grand prix de sculpture.

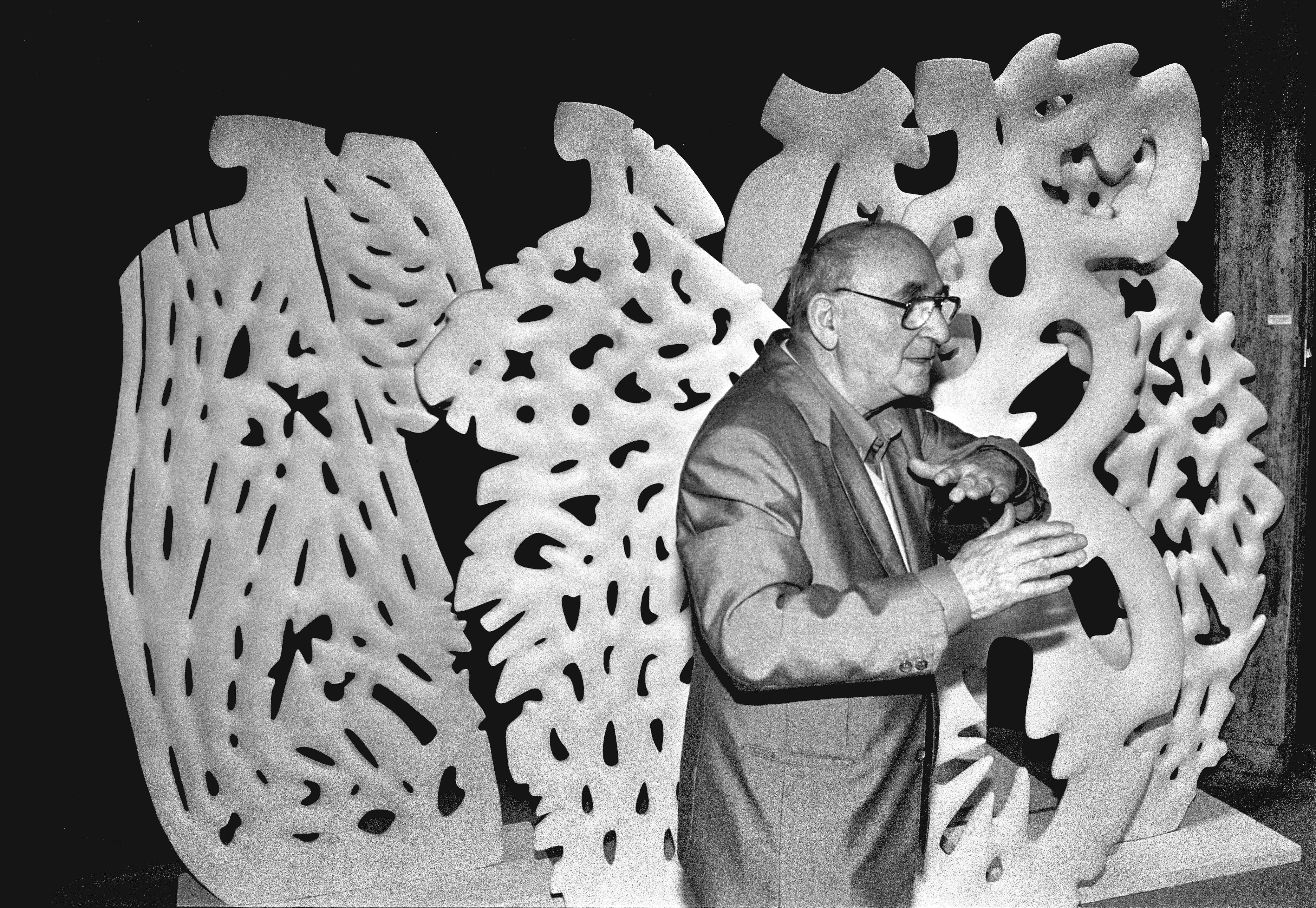
Etienne Hajdu en 1988 à la Médiathèque Louis Aragon de Bagneux 92 présentant ses œuvres

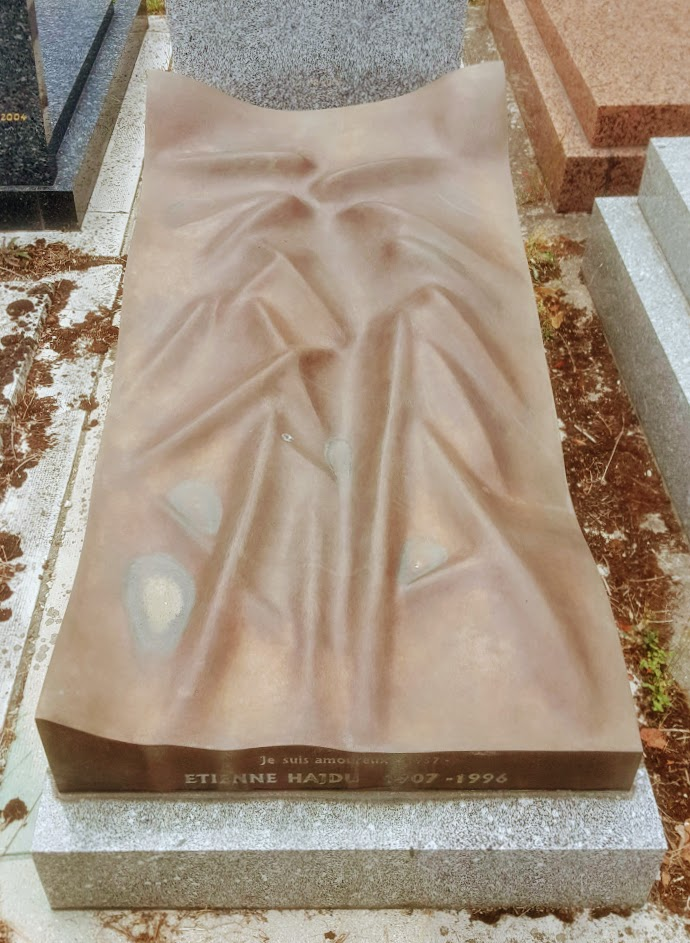
Sépulture d'Étienne Hajdu.

Hajdu meurt à Bagneux, le 24 mars 1996. Ses amis astrophysiciens ont nommé Hajdu l’astéroïde 7316 découvert en 1973 et répertorié sous le numéro 3145 T.2 dans Astéroïdes Éphéméris.
Il est enterré au cimetière parisien de Thiais.

## Œuvres dans les collections publiques
- Allemagne :
  - Essen, musée Folkwang ;
  - Mönchengladbach, musée Abteiberg.
- États-Unis :
  - New York :
    - Museum of Modern Art ;
    - Musée Solomon R. Guggenheim ;

  - San Francisco, musée d'Art moderne ;
  - Washington, The Phillips Collection.
- France :
  - Bagneux, résidence Étienne Hajdu : Nola, 1964, bronze à patine sombre, 120 cm[1] ;
  - Bernay, musée des Beaux-Arts.
  - Dijon, musée des Beaux-Arts ;
  - Grenoble, musée de Grenoble[2] ;
  - château de Kerguéhennec ;
  - Paris :
    - musée national d'Art moderne[3] ;
    - Fonds régionaux d'art contemporain (FRAC) d'Île-de-France (Le Plateau) ;

  - Périgueux, musée d'Art et d'Archéologie du Périgord ;
  - Saint-Rémy-lès-Chevreuse, Fondation de Coubertin ;
  - Sèvres - Manufacture et Musée nationaux : décoration et/ou création de plusieurs centaines de pièces, dont un service de table pour la présidence de la République. Il invente une nouvelle technique de décoration[Laquelle ?] toujours utilisée de nos jours ;
  - Rennes, Fonds régional d'art contemporain de Bretagne ;
  - Vézelay, musée Zervos - Maison Romain-Rolland ;
- Grèce
  - Athènes, pinacothèque nationale[4].
- Hongrie :
  - Budapest, musée des Beaux-Arts.
- Luxembourg :
  - Luxembourg, musée d'Art moderne Grand-Duc Jean.
- Macédoine du Nord :
  - Skopje, musée d'Art contemporain de Skopje.
- Roumanie :
  - Bucarest, musée national d'Art de Roumanie.

## Œuvres dans l’espace public
- Paris, Uranus (1985), place Marcel Achard (19e)

## Galerie d'œuvres

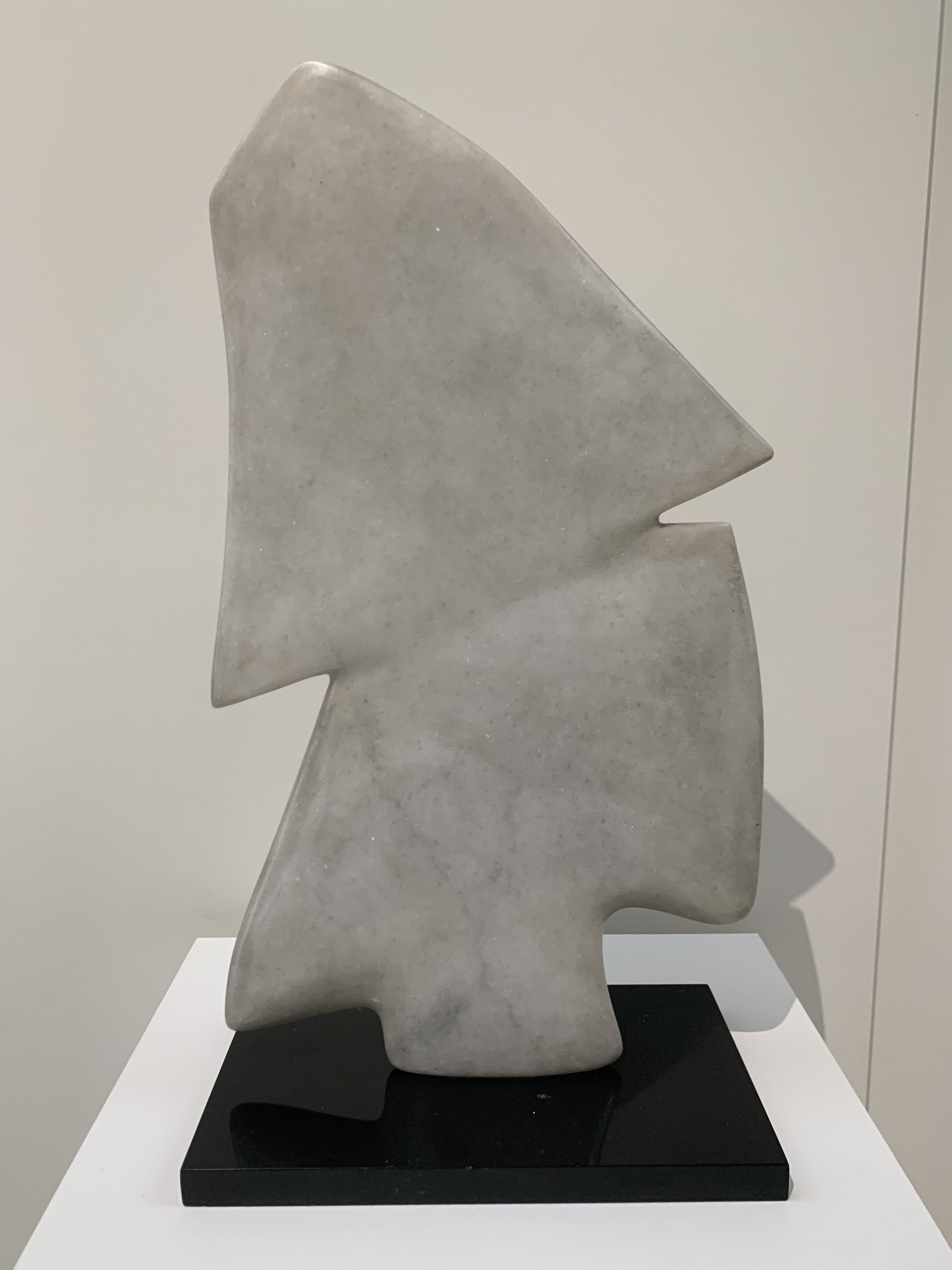
Palombella, Étienne Hajdu, 1956, marbre, MBA Dijon
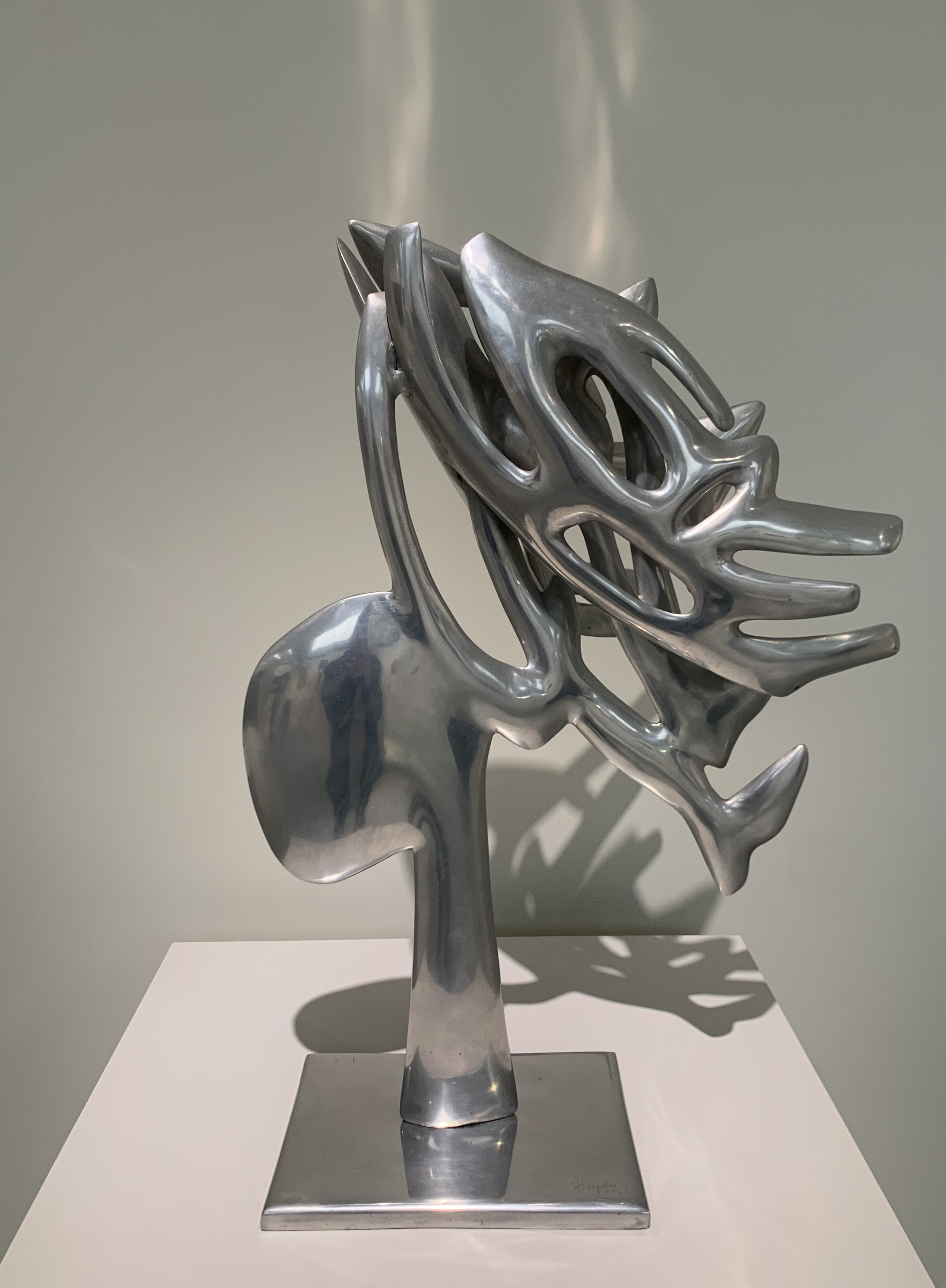
Mademoiselle la plume, Étienne Hajdu, 1965, aluminium, MBA Dijon
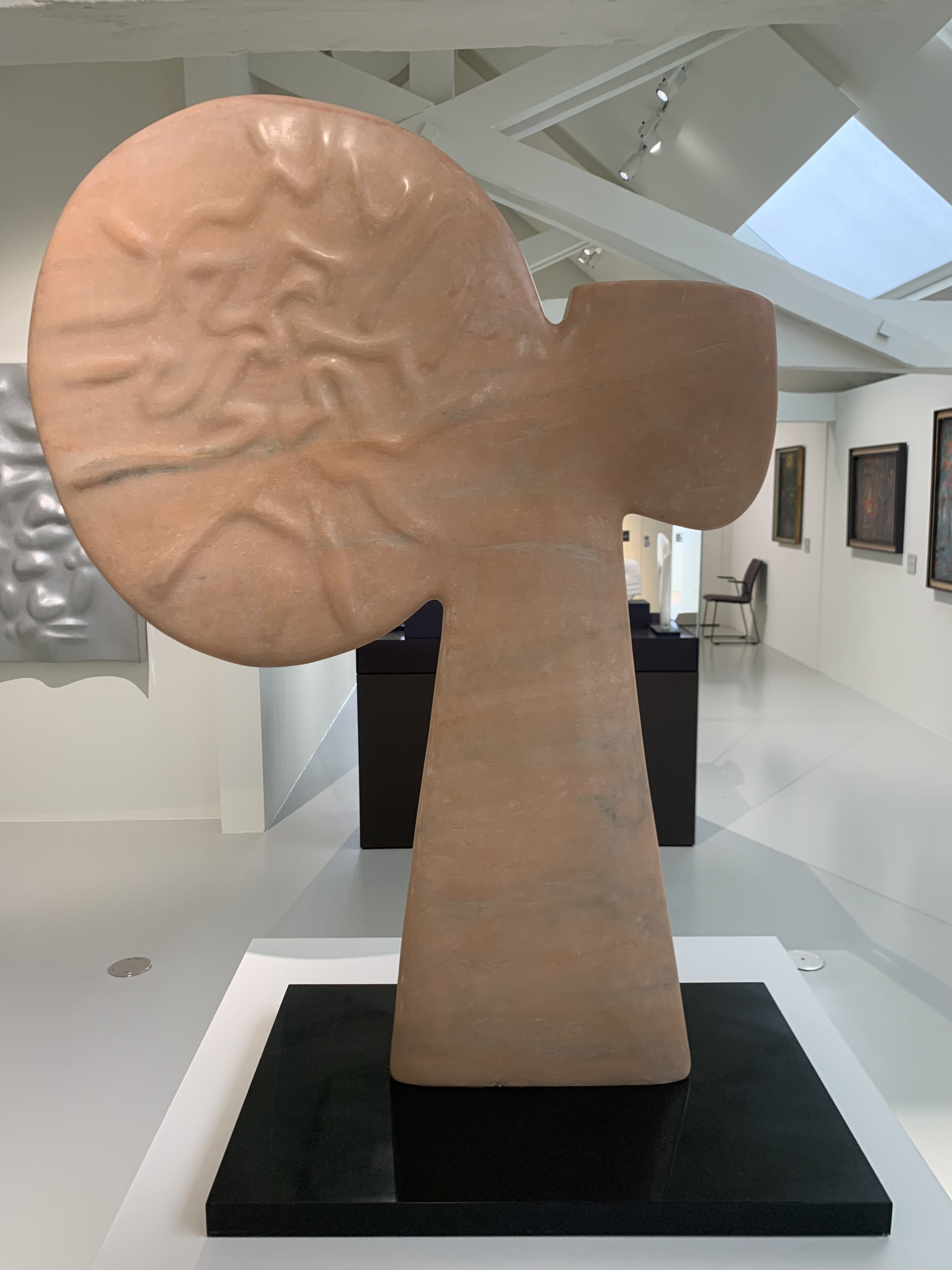
Tête rose, Étienne Hajdu, 1972, marbre du Portugal, MBA Dijon
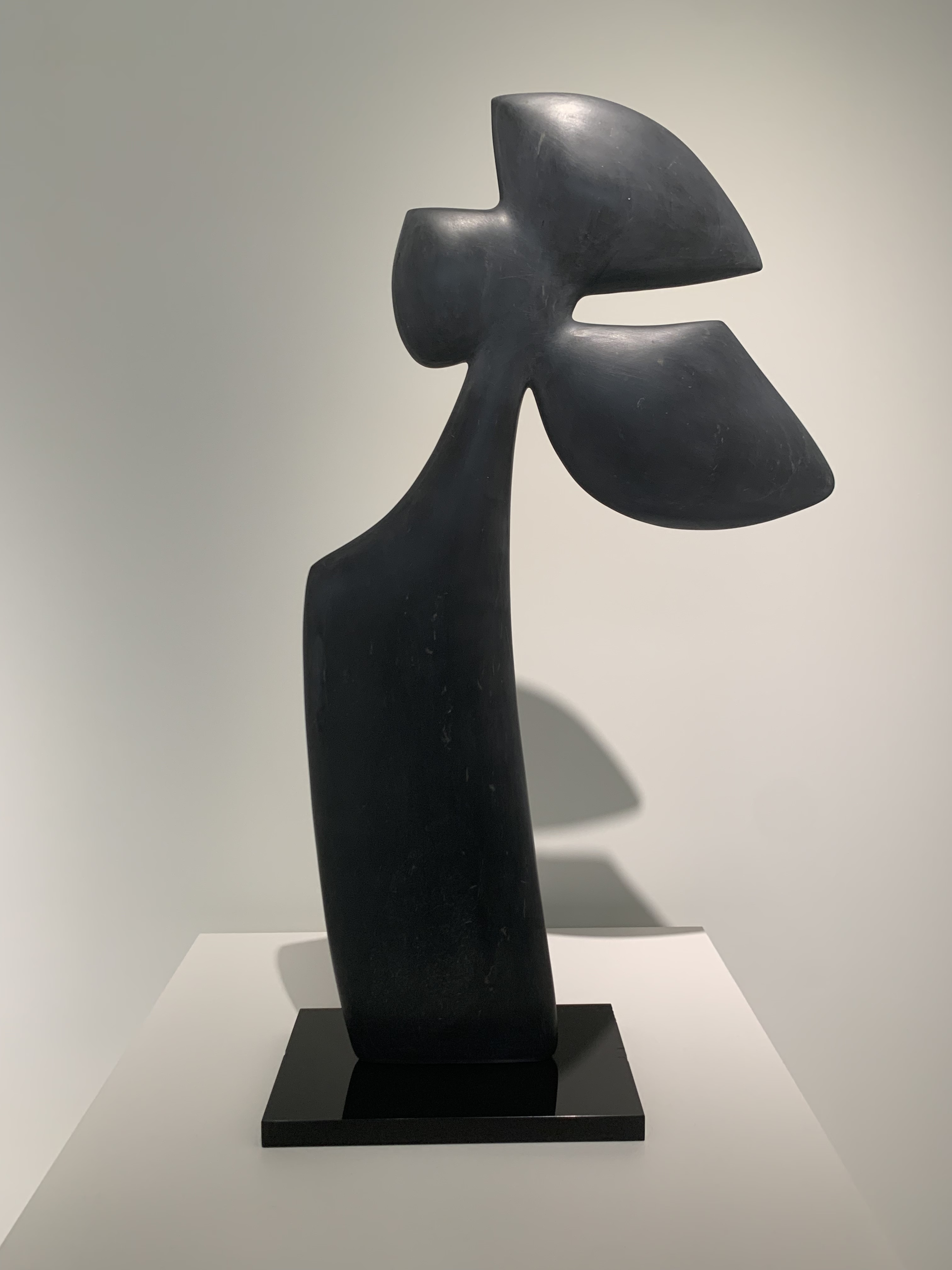
Balkis, Étienne Hajdu, 1966, ardoise, marbre (socle), MBA Dijon
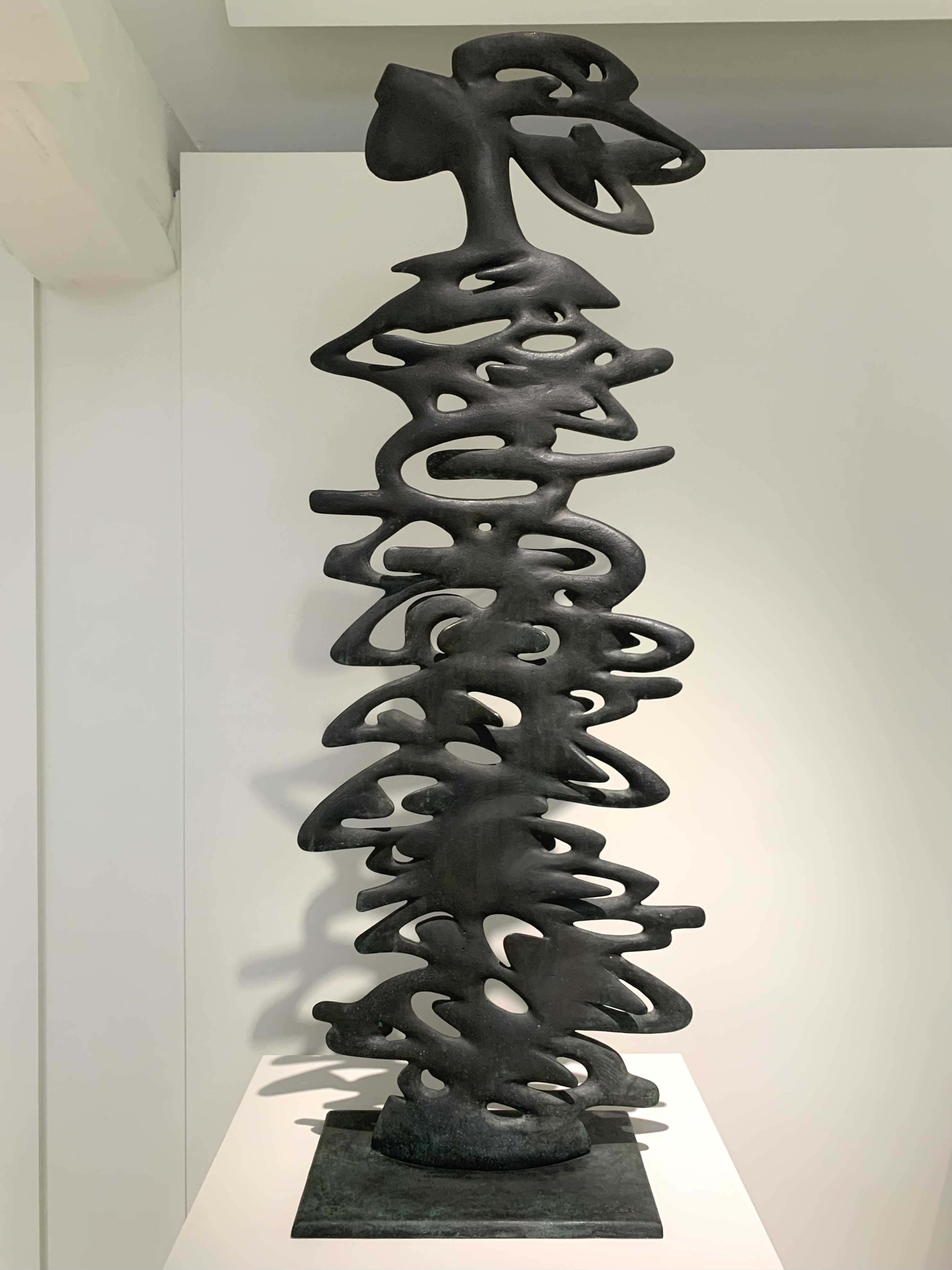
Lia, Étienne Hajdu, 1965, bronze, MBA Dijon
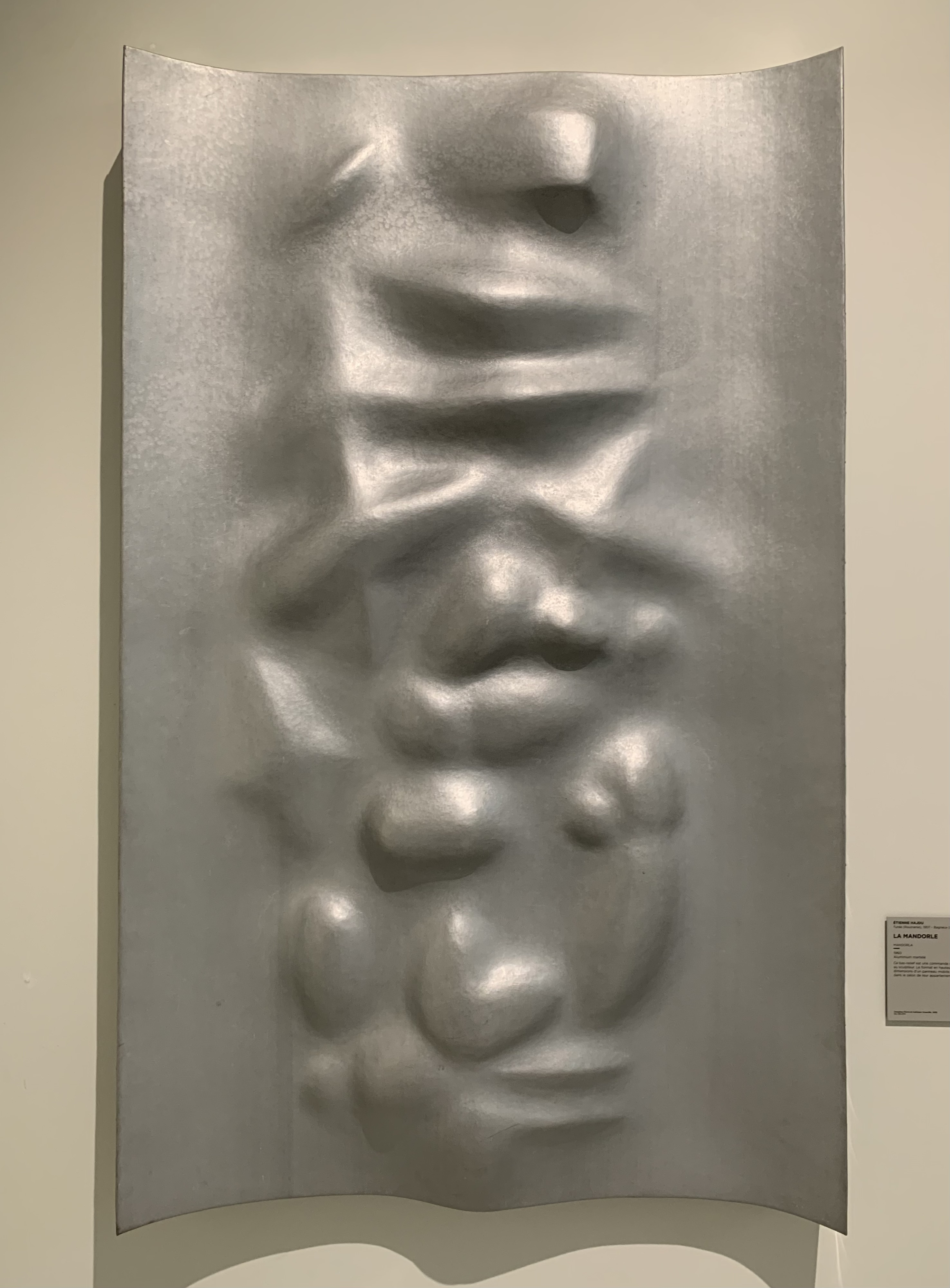
La Mandorle, Étienne Hajdu, 1960, aluminium martelé, MBA Dijon

## Distinctions
- Commandeur de l'ordre des Arts et des Lettres, promotion du 1er octobre 1979[5].

### Filmographie
- Yves Kovács, Étienne Hajdu ou le monde parallèle, 1974.